# Asceua amabilis
Asceua amabilis är en spindelart som beskrevs av Tamerlan Thorell 1897. Asceua amabilis ingår i släktet Asceua och familjen Zodariidae.
Artens utbredningsområde är Myanmar. Inga underarter finns listade i Catalogue of Life.